# Rosalyn Higgins
Pour les articles homonymes, voir Higgins.
Rosalyn Higgins (née Cohen), née le 2 juin 1937 à Londres, est une juriste britannique et professeur de droit international public. 

## Biographie
En 1995 elle devient la première femme à être élue membre de la Cour internationale de justice et, elle est également la première femme présidente de la Cour internationale en 2006. Une fois son mandat terminé Higgins se retire de la Cour et devient conseillère de la commission d'enquête britannique sur la guerre en Irak (en).
Elle est aussi membre de l'Institut de droit international.

## Distinctions
- 1995 : Dame Commander de l'ordre de l'Empire britannique (DBE)
- 2007 : prix Balzan